# Razer (azienda)
Razer Inc. è una società tecnologica multinazionale americano-singaporiana che progetta, sviluppa e vende elettronica di consumo, servizi finanziari e hardware di gioco. Fondata da Min-Liang Tan e Robert "RazerGuy" Krakoff, ha una doppia sede a One-north in Singapore e Irvine in California (USA).

## Storia
Razer nacque come sussidiaria di Kärna LLC a San Diego, in California, nel 1998, creata per sviluppare e commercializzare un mouse da gioco per computer di fascia alta, il Boomslang, destinato ai giocatori da computer. Kärna cessò l'attività nel 2000 a causa di problemi finanziari. L'attuale società venne fondata nel 2005 da Min-Liang Tan, un laureato dell'Università nazionale di Singapore e Robert Krakoff, dopo aver acquisito i diritti sul marchio Razer, supportati da un investimento da parte del magnate di Hong Kong Li Ka-shing e della holding singaporiana Temasek Holdings.
Il 27 luglio 2015, Razer acquisì da Ouya Inc. le risorse software dell'omonima microconsole basata su Android, dismettendone la parte hardware. Il team tecnico di Ouya si unì poi al team di Razer nello sviluppo della microconsole di quest'ultima, chiamata Forge TV. Tale sviluppo fu dismesso nel 2016.
Nell'ottobre 2016, Razer acquisì THX da Creative Technology, come comunicato dal CEO di THX Ty Ahmad-Taylor.
Nel gennaio 2017, Razer acquisì Nextbit, la startup produttrice dello smartphone Robin. Nel novembre seguente, Razer presentò il Razer Phone, il suo primo smartphone, il cui design era basato su quello del Robin.
Nel luglio 2017, Razer presentò domanda per essere quotata in borsa, tramite un'IPO a Hong Kong. Per ottobre, Razer prevedeva di offrire 1.063.600.000 di azioni in un intervallo compreso tra $ 0,38 e $ 0,51. Il 14 novembre, Razer fu ufficialmente quotata alla borsa di Hong Kong con il codice azionario 1337, un riferimento al leet speak comunemente usato dai giocatori. L'IPO di Razer chiuse in rialzo del 18% il primo giorno di negoziazione e per questo fu la seconda IPO di maggior successo del 2017 a Hong Kong.
Nell'aprile 2018, Razer annunciò di voler acquisire completamente la piattaforma di pagamenti elettronici MOL, per circa $ 61 milioni. A luglio, Razer fece il suo debutto in Malesia lanciando un servizio di portafoglio elettronico chiamato Razer Pay. In ottobre, annunciò invece il Razer Phone 2.
Il 21 dicembre 2018, Razer annunciò la sua nuova sede per il sud-est asiatico, a sette piani, sita in One-north, promettendone la costruzione entro il 2020, per mano della società di joint venture di Boustead Projects. L'esterno sarebbe stato illuminato con strisce LED, rappresentanti un'unità di elaborazione centrale in funzione. Razer tenne la cerimonia inaugurale il 22 febbraio 2019, lanciando nello stesso giorno una start-up immobiliare digitale chiamata Echo Base. Venne pianificata l'assunzione per gli anni successivi di 600 dipendenti, da aggiungere ai 400 dipendenti preesistenti. Nel contempo, fu annunciato il primo progetto di città intelligente nella regione.
Nel febbraio 2019, Razer ha annunciato che stava chiudendo il suo Razer Game Store come parte dei piani di riorganizzazione dell'azienda.
Il 21 maggio 2019, Razer pubblicò una dichiarazione in cui annunciava che gli account e i servizi online di Ouya sarebbero stati interrotti il 25 giugno 2019. Come riferito da Razer, la maggior parte delle app sarebbe diventata inutilizzabile sulla piattaforma, dato che molte facevano affidamento agli account utente per funzionare. Razer suggerì che gli utenti avrebbero potuto trasferire gli acquisti ad altre piattaforme di storefront come Google Play, salvo accettazione da parte di sviluppatori ed editori.
Nel maggio 2020, Razer ha annunciato l'iniziativa Razer Health, sponsorizzando maschere chirurgiche certificate di alta qualità a governi, organizzazioni sanitarie e individui in tutto il mondo.
Nell'ottobre 2020, Razer ha annunciato che avrebbe lanciato una nuova carta di debito prepagata virtuale, partendo da Singapore nel gennaio 2021.
Nel 2021, Razer ha annunciato la chiusura del portafoglio elettronico Razer Pay (ancora in beta) in Malesia e Singapore.
Nel febbraio 2021, il CEO Tan Min-Liang ha annunciato che Razer sposterà la sua sede di Singapore in un edificio molto più grande che sarebbe stato aperto nel secondo trimestre del 2021. Razer prevedeva di assumere fino a 1.000 posizioni per la nuova sede. La sede è stata ufficialmente aperta il 26 ottobre 2021, che è stata officiata durante la cerimonia dal vice primo ministro di Singapore Heng Swee Keat. L'edificio era costituito da un "RazerStore" e un "RazerCafe".
Il 26 aprile 2022 è morto il cofondatore Robert Krakoff. Al 12 maggio seguente, nessuna causa di morte era stata ancora confermata, dall'azienda o dalla sua famiglia.

## Prodotti
I prodotti Razer sono generalmente rivolti ai giocatori e includono laptop da gioco, tablet da gioco e periferiche per PC come mouse, dispositivi audio, tastiere, tappetini per mouse e gamepad. Razer offre anche un software VOIP chiamato Razer Comms. Il mouse da gioco Razer DeathAdder è il prodotto più popolare dell'azienda in base ai numeri di vendita. I mouse Razer sono utilizzati da circa l'8% dei giocatori professionisti. La maggior parte dei prodotti Razer prende il nome da animali predatori o velenosi, che vanno da serpenti (mouse) a insetti (tappetini per mouse), aracnidi (tastiere), creature marine (audio) e felini (periferiche console). Le eccezioni a questo sono le serie di laptop Razer Blade e Razer Edge, che prendono invece il nome da oggetti affilati. Razer ha annunciato il suo primo smartphone da gioco, il Razer Phone, nel novembre 2017, che ha segnato i primi passi dell'azienda nel settore degli smartphone.
A maggio 2020, Razer ha iniziato a distribuire a Singapore maschere gratuite, tramite distributori automatici. Ogni persona poteva ricevere una maschera autenticandosi con Razer Pay. Le maschere erano prodotte a Singapore.
Nel gennaio 2021, Razer ha lanciato una gamma di maschere di design come parte dell'iniziativa aziendale Project Hazel, nel tentativo di incoraggiare più persone a indossare maschere, data la pandemia di COVID-19 in corso nel periodo. La maschera era progettata per consentire la lettura delle labbra vedendo i segni del viso mentre le persone parlavano, con luci a LED per illuminare il viso di chi la indossava in ambienti bui. Lo stesso anno, è entrata anche nel mercato delle sedie da gioco con la sedia Iskur e ha introdotto la nuova tecnologia "HyperPolling"  a 8 kHz per alimentare il mouse da gioco Razer Viper 8K.
Nell'aprile 2022, Razer ha annunciato la collaborazione con la società di deep learning Lambda, per il lancio del suo primo laptop orientato a Linux, Tensorbook, rivolto agli ingegneri dell'apprendimento automatico.